# Seznam katastrálních území v okrese Chrudim
V této tabulce je uveden kompletní výčet katastrálních území Okresu Chrudim, včetně rozlohy a sídel, které na nich leží.
| Název KÚ                         | Sídla                                             | Obec                        | km2   |
| -------------------------------- | ------------------------------------------------- | --------------------------- | ----- |
| A                                | A                                                 | A                           |       |
| Babákov                          | Dolní Babákov                                     | Včelákov                    | 4,93  |
| Bělá                             | Bělá                                              | Luže                        | 3,93  |
| Běstvina                         | Běstvina, Rostejn                                 | Běstvina                    | 7,42  |
| Biskupice u Ronova nad Doubravou | Biskupice                                         | Biskupice                   | 2,74  |
| Bítovany                         | Bítovánky, Bítovany                               | Bítovany                    | 3,49  |
| Blansko u Hrochova Týnce         | Blansko, Skalice                                  | Hrochův Týnec               | 1,68  |
| Blatno u Hlinska                 | Blatno                                            | Hlinsko                     | 3,52  |
| Blížňovice                       | Blížňovice                                        | Hrochův Týnec               | 3,48  |
| Bojanov                          | Bojanov, Hůrka, Petrkov                           | Bojanov                     | 6,09  |
| Bor u Chroustovic                | Bor u Chroustovic                                 | Rosice                      | 2,46  |
| Bor u Skutče                     | Bor u Skutče                                      | Bor u Skutče                | 4,36  |
| Bořice u Hrochova Týnce          | Bořice                                            | Bořice                      | 3,2   |
| Bousov                           | Bousov, Tuchov                                    | Bousov                      | 3,8   |
| Brčekoly                         | Brčekoly                                          | Rosice                      | 2,3   |
| Březinka u Hošťalovic            | Březinka                                          | Hošťalovice                 | 2,71  |
| Bylany                           | Bylany                                            | Bylany                      | 3,68  |
| Cítkov                           | Cítkov                                            | Vápenný Podol               | 2,83  |
| Ctětín                           | Bratroňov, Ctětín, Strkov, Vranov                 | Ctětín                      | 7,52  |
| Čachnov                          | Čachnov, Ruda                                     | Krouna                      | 3,51  |
| Čankovice                        | Čankovice                                         | Čankovice                   | 4,19  |
| Čejkovice u Mladoňovic           | Čejkovice                                         | Mladoňovice                 | 2,08  |
| Česká Rybná                      | Česká Rybná                                       | Proseč                      | 8,04  |
| České Lhotice                    | České Lhotice, Hradiště                           | České Lhotice               | 5,63  |
| Deblov                           | Deblov, Lipina, Mladoňovice, Mýtka                | Mladoňovice                 | 5,51  |
| Dědová                           | Dědová                                            | Dědová                      | 3,9   |
| Dobrkov                          | Dobrkov                                           | Luže                        | 2,99  |
| Dolní Bezděkov                   | Dolní Bezděkov                                    | Dolní Bezděkov              | 1,75  |
| Dolní Holetín                    | Dolní Holetín                                     | Holetín                     | 4,4   |
| Dolní Počátky                    | Počátky                                           | Seč                         | 0,93  |
| Doly                             | Brdo, Doly, Rabouň                                | Luže                        | 5,99  |
| Dřenice                          | Dřenice                                           | Dřenice                     | 2,55  |
| Dřevíkov                         | Dřevíkov, Veselý Kopec                            | Vysočina                    | 2,27  |
| Dvakačovice                      | Dvakačovice                                       | Dvakačovice                 | 3,64  |
| Filipov                          | Filipov                                           | Kameničky                   | 2,17  |
| Františky                        | Františky                                         | Krouna                      | 3,14  |
| Hamry u Hlinska                  | Hamry                                             | Hamry                       | 3,82  |
| Havlovice u Miřetic              | Dubová, Havlovice                                 | Miřetice                    | 2,61  |
| Heřmanův Městec                  | Heřmanův Městec, Chotěnice, Konopáč               | Heřmanův Městec             | 12,03 |
| Hlína                            | Hlína                                             | Horka                       | 2,08  |
| Hlinsko v Čechách                | Čertovina, Hlinsko, Kouty                         | Hlinsko                     | 12,27 |
| Hluboká u Skutče                 | Hluboká                                           | Hluboká                     | 3,69  |
| Hluboká u Trhové Kamenice        | Hluboká, Polom                                    | Trhová Kamenice             | 1,78  |
| Hněvětice                        | Borek, Hněvětice, Zhoř                            | Skuteč                      | 4,35  |
| Hodonín u Nasavrk                | Hodonín                                           | Hodonín                     | 6,96  |
| Hoješín                          | Hoješín                                           | Seč                         | 3,2   |
| Holešovice u Chroustovic         | Březovice, Holešovice                             | Chroustovice                | 3,38  |
| Holetín                          | Horní Babákov, Horní Holetín                      | Holetín                     | 6,26  |
| Holičky u Chrudimi               | Holičky                                           | Morašice                    | 2,38  |
| Honbice                          | Honbice                                           | Honbice                     | 2,48  |
| Horka u Chrudimi                 | Horka, Mezihoří, Silnice                          | Horka                       | 7,92  |
| Horní Bezděkov u Bojanova        | Horní Bezděkov, Hořelec                           | Bojanov                     | 2,59  |
| Horní Bradlo                     | Dolní Bradlo, Horní Bradlo, Javorné, Vršov        | Horní Bradlo                | 8,6   |
| Hošťalovice                      | Hošťalovice                                       | Hošťalovice                 | 1,79  |
| Hrbokov                          | Hrbokov                                           | Bojanov                     | 5,32  |
| Hrochův Týnec                    | Hrochův Týnec                                     | Hrochův Týnec               | 5,8   |
| Hroubovice                       | Hroubovice                                        | Hroubovice                  | 1,52  |
| Chacholice                       | Chacholice                                        | Chrast                      | 2,42  |
| Chlum u Hlinska                  | Chlum                                             | Hlinsko                     | 5,65  |
| Chotěnice                        | Chotěnice, Radlín                                 | Heřmanův Městec             | 2,31  |
| Chrast                           | Chrast                                            | Chrast                      | 7,29  |
| Chroustovice                     | Chroustovice                                      | Chroustovice                | 7,47  |
| Chrudim                          | Chrudim I, Chrudim II, Chrudim III, Chrudim IV    | Chrudim                     | 20,72 |
| Janovice u Chrudimi              | Janovice                                          | Morašice                    | 1,26  |
| Javorka                          | Javorka                                           | Seč                         | 1,86  |
| Jeníkov u Hlinska                | Jeníkov                                           | Jeníkov                     | 5,82  |
| Jenišovice u Chrudimi            | Jenišovice, Martinice                             | Jenišovice                  | 4,25  |
| Jetonice                         | Jetonice                                          | Míčov-Sušice                | 0,87  |
| Kameničky                        | Kameničky                                         | Kameničky                   | 5,65  |
| Kladno u Hlinska                 | Kladno                                            | Kladno                      | 4,26  |
| Klešice                          | Klešice, Nákle                                    | Klešice                     | 4,66  |
| Kněžice u Ronova                 | Kněžice                                           | Kněžice                     | 4,6   |
| Kočí                             | Kočí                                              | Kočí                        | 7,06  |
| Kostelec u Heřmanova Městce      | Kostelec u Heřmanova Městce, Tasovice             | Kostelec u Heřmanova Městce | 7,47  |
| Košinov                          | Košinov                                           | Studnice                    | 6,73  |
| Kovářov u Seče                   | Holín, Kovářov                                    | Bojanov                     | 3,81  |
| Kraskov                          | Kraskov                                           | Seč                         | 5,19  |
| Krásné                           | Krásné                                            | Krásné                      | 2,18  |
| Krouna                           | Krouna                                            | Krouna                      | 19,91 |
| Křižanovice                      | Křižanovice                                       | Křižanovice                 | 3,12  |
| Kubíkovy Duby                    | Kubíkovy Duby                                     | Třemošnice                  | 2,73  |
| Kunčí                            | Kunčí                                             | Slatiňany                   | 2,43  |
| Kvasín                           | Kvasín, Otáňka                                    | Tisovec                     | 1,99  |
| Lány u Bylan                     | Kozojedy, Lány                                    | Lány                        | 4,64  |
| Lažany u Skutče                  | Lažany                                            | Skuteč                      | 1,79  |
| Lešany                           | Lešany                                            | Skuteč                      | 2,59  |
| Leštinka                         | Leštinka                                          | Leštinka                    | 1,6   |
| Lhota u Chroustovic              | Lhota u Chroustovic                               | Chroustovice                | 4,28  |
| Lhota u Skutče                   | Lhota u Skutče                                    | Skuteč                      | 2,79  |
| Lhoty                            | Lhoty, Vortová                                    | Vortová                     | 5,39  |
| Lhůty                            | Lhůty                                             | Třemošnice                  | 0,72  |
| Libanice                         | Libanice                                          | Honbice                     | 2,36  |
| Libkov u Nasavrk                 | Libkov                                            | Libkov                      | 3,81  |
| Liboměřice                       | Liboměřice, Pohořalka                             | Liboměřice                  | 3,35  |
| Licibořice                       | Licibořice, Slavice, Šiškovice                    | Licibořice                  | 9,26  |
| Licomělice                       | Licomělice                                        | Načešice                    | 4,01  |
| Licoměřice                       | Licoměřice                                        | Lipovec                     | 3,27  |
| Lipka                            | Lipka                                             | Horní Bradlo                | 3,04  |
| Lipovec                          | Lipovec                                           | Lipovec                     | 2,11  |
| Louka u Vrbatova Kostelce        | Habroveč, Louka                                   | Vrbatův Kostelec            | 1,96  |
| Lozice                           | Lozice                                            | Lozice                      | 3,68  |
| Lukavice                         | Lukavice, Lukavička                               | Lukavice                    | 4,39  |
| Luže                             | Košumberk, Luže                                   | Luže                        | 4,79  |
| Martinice u Skutče               | Martinice                                         | Proseč                      | 4,52  |
| Medlešice                        | Medlešice                                         | Chrudim                     | 3,49  |
| Mentour                          | Mentour                                           | Chroustovice                | 2,75  |
| Městec                           | Městec                                            | Chroustovice                | 2,76  |
| Míčov                            | Míčov                                             | Míčov-Sušice                | 2,99  |
| Miřetice u Nasavrk               | Čekov, Dachov, Miřetice                           | Miřetice                    | 9,15  |
| Miřetín                          | Miřetín                                           | Proseč                      | 3,16  |
| Mladotice nad Doubravou          | Mladotice                                         | Ronov nad Doubravou         | 2,43  |
| Morašice u Chrudimi              | Morašice                                          | Morašice                    | 3,37  |
| Moravany u Ronova                | Moravany                                          | Ronov nad Doubravou         | 4,12  |
| Možděnice                        | Možděnice                                         | Vysočina                    | 5,65  |
| Mrákotín u Skutče                | Mrákotín, Oflenda                                 | Mrákotín                    | 5,18  |
| Mravín                           | Mravín                                            | Jenišovice                  | 2,46  |
| Nabočany                         | Nabočany                                          | Nabočany                    | 3,17  |
| Načešice                         | Načešice                                          | Načešice                    | 5,03  |
| Nasavrky                         | Nasavrky, Nová Ves                                | Nasavrky                    | 5,63  |
| Nerozhovice                      | Nerozhovice                                       | Vápenný Podol               | 1,72  |
| Nová Ves u Skutče                | Nová Ves                                          | Skuteč                      | 1,41  |
| Nové Lhotice                     | Nové Lhotice, Samařov                             | Liboměřice                  | 3,14  |
| Ochoz u Nasavrk                  | Březovec, Drahotice, Libáň, Ochoz                 | Nasavrky                    | 3,69  |
| Oldřetice                        | Oldřetice                                         | Raná                        | 1,98  |
| Oldřiš u Hlinska                 | Oldřiš                                            | Krouna                      | 1,94  |
| Orel                             | Orel, Tři Bubny                                   | Orel                        | 6,44  |
| Ostrov                           | Ostrov                                            | Ostrov                      | 4,17  |
| Otradov                          | Otradov                                           | Otradov                     | 5,54  |
| Pařížov                          | Pařížov                                           | Běstvina                    | 1,79  |
| Paseky u Proseče                 | Paseky                                            | Proseč                      | 6,71  |
| Perálec                          | Kutřín, Perálec                                   | Perálec                     | 4,56  |
| Petříkovice u Mladoňovic         | Petříkovice, Rtenín                               | Mladoňovice                 | 2,71  |
| Počátky Horní                    | Počátky                                           | Seč                         | 2,01  |
| Poděčely                         | Poděčely                                          | Chroustovice                | 0,97  |
| Podhořany u Ronova               | Bílý Kámen, Nový Dvůr, Podhořany u Ronova         | Podhořany u Ronova          | 5,34  |
| Podhradí v Železných horách      | Podhradí                                          | Třemošnice                  | 2,36  |
| Podlažice                        | Podlažice                                         | Chrast                      | 3,23  |
| Podlíšťany                       | Obořice, Podlíšťany                               | Nasavrky                    | 3,24  |
| Podměstí                         | Podměstí                                          | Proseč                      | 2,27  |
| Pohled u Mladoňovic              | Pohled                                            | Mladoňovice                 | 2,08  |
| Pokřikov                         | Pokřikov                                          | Pokřikov                    | 4,85  |
| Polánka                          | Chlum, Polánka                                    | Krásné                      | 5,07  |
| Prachovice                       | Prachovice                                        | Prachovice                  | 5,33  |
| Proseč u Seče                    | Proseč, Ústupky                                   | Seč                         | 6,33  |
| Proseč u Skutče                  | Proseč                                            | Proseč                      | 6,41  |
| Prosetín u Hlinska               | Malinné, Mokrýšov, Prosetín                       | Prosetín                    | 5,32  |
| Prosíčka u Seče                  | Prosíčka, Přemilov                                | Seč                         | 5,12  |
| Předhradí u Skutče               | Dolívka, Předhradí                                | Předhradí                   | 8,33  |
| Přestavlky u Chrudimi            | Přestavlky                                        | Přestavlky                  | 2,91  |
| Příkrakov                        | Hůrka, Příkrakov, Střítež, Vyhnánov               | Včelákov                    | 2,57  |
| Rabštejnská Lhota                | Rabštejnská Lhota                                 | Rabštejnská Lhota           | 3,58  |
| Radčice u Skutče                 | Radčice                                           | Skuteč                      | 3,32  |
| Radim                            | Radim                                             | Luže                        | 4,64  |
| Raná u Hlinska                   | Medkovy Kopce, Raná                               | Raná                        | 5,06  |
| Rohozná u Trhové Kamenice        | Rohozná                                           | Trhová Kamenice             | 5,48  |
| Ronov nad Doubravou              | Ronov nad Doubravou                               | Ronov nad Doubravou         | 10,46 |
| Rosice u Chrasti                 | Rosice                                            | Rosice                      | 8,53  |
| Rozhovice                        | Rozhovice                                         | Rozhovice                   | 4,71  |
| Rudov                            | Rudov                                             | Míčov-Sušice                | 1,02  |
| Rváčov u Hlinska                 | Petrkov 1. díl, Rváčov, Svatý Mikuláš             | Vysočina                    | 8,41  |
| Rychnov                          | Ruda, Rychnov                                     | Krouna                      | 5,89  |
| Řestoky                          | Řestoky                                           | Řestoky                     | 3,91  |
| Seč                              | Seč                                               | Seč                         | 10    |
| Skála u Chrasti                  | Skála                                             | Chrast                      | 4,9   |
| Skoranov                         | Skoranov                                          | Třemošnice                  | 3     |
| Skupice u Chrudimi               | Skupice                                           | Morašice                    | 2,1   |
| Skuteč                           | Skuteč, Štěpánov                                  | Skuteč                      | 8,43  |
| Skutíčko                         | Skutíčko                                          | Skuteč                      | 2,89  |
| Slatiňany                        | Slatiňany                                         | Slatiňany                   | 7,02  |
| Smrček u Žumberku                | Smrček                                            | Smrček                      | 4,72  |
| Smrkový Týnec                    | Rabštejn, Smrkový Týnec                           | Rabštejnská Lhota           | 3,52  |
| Sobětuchy                        | Pouchobrady, Sobětuchy, Vrcha                     | Sobětuchy                   | 3,82  |
| Spačice                          | Spačice                                           | Běstvina                    | 3,31  |
| Srbce u Luže                     | Srbce                                             | Luže                        | 2,52  |
| Srní u Hlinska                   | Srní                                              | Hlinsko                     | 2,82  |
| Stan u Hlinska                   | Stan                                              | Vítanov                     | 2,23  |
| Starý Dvůr                       | Starý Dvůr                                        | Třemošnice                  | 1,19  |
| Stíčany                          | Stíčany                                           | Hrochův Týnec               | 1,55  |
| Stolany                          | Stolany                                           | Stolany                     | 5,47  |
| Střemošice                       | Bílý Kůň, Střemošice                              | Střemošice                  | 4,28  |
| Střítež u Skutče                 | Dolany, Chlum, Střítež                            | Hluboká                     | 3,65  |
| Studnice u Hlinska               | Studnice                                          | Studnice                    | 7,82  |
| Sušice                           | Sušice                                            | Míčov-Sušice                | 3,99  |
| Svídnice u Slatiňan              | Práčov, Svídnice                                  | Svídnice                    | 3,12  |
| Svobodné Hamry                   | Svobodné Hamry                                    | Vysočina                    | 1,56  |
| Svratouch                        | Karlštejn, Svratouch                              | Svratouch                   | 12,72 |
| Synčany                          | Synčany                                           | Rosice                      | 2,8   |
| Škrovád                          | Škrovád                                           | Slatiňany                   | 1,8   |
| Štěnec                           | Štěnec                                            | Jenišovice                  | 3,01  |
| Štěpánov u Skutče                | Štěpánov                                          | Skuteč                      | 3,92  |
| Švihov                           | Bošov, Krupín, Švihov                             | Miřetice                    | 5,37  |
| Tisovec                          | Dřeveš, Tisovec, Vrbětice                         | Tisovec                     | 3,96  |
| Topol                            | Chrudim IV, Topol                                 | Chrudim                     | 4,63  |
| Travná u Horního Bradla          | Travná                                            | Horní Bradlo                | 2,72  |
| Trhová Kamenice                  | Kameničky, Petrkov 3. díl, Trhová Kamenice, Zubří | Trhová Kamenice             | 13,12 |
| Trojovice                        | Trojovice                                         | Trojovice                   | 2,72  |
| Trpišov                          | Kochánovice, Trpišov                              | Slatiňany                   | 4,36  |
| Třemošnice nad Doubravou         | Hedvikov, Třemošnice                              | Třemošnice                  | 6,75  |
| Třibřichy                        | Třibřichy                                         | Třibřichy                   | 4,15  |
| Tuněchody                        | Tuněchody                                         | Tuněchody                   | 6,58  |
| Úherčice                         | Úherčice                                          | Úherčice                    | 2,9   |
| Úhřetice                         | Úhřetice                                          | Úhřetice                    | 4,69  |
| Vápenný Podol                    | Vápenný Podol                                     | Vápenný Podol               | 4,57  |
| Včelákov                         | Bystřice, Včelákov                                | Včelákov                    | 6,05  |
| Vejvanovice                      | Vejvanovice                                       | Vejvanovice                 | 2,75  |
| Velká Střítež                    | Velká Střítež                                     | Horní Bradlo                | 5,96  |
| Vestec u Běstviny                | Vestec                                            | Běstvina                    | 1,55  |
| Vestec u Chrudimi                | Vestec                                            | Chrudim                     | 2,48  |
| Vítanov                          | Vítanov                                           | Vítanov                     | 4,29  |
| Vížky                            | Loučky, Radochlín, Vížky                          | Lukavice                    | 2,48  |
| Vlčnov u Chrudimi                | Vlčnov                                            | Chrudim                     | 1,9   |
| Vojtěchov u Hlinska              | Pláňavy, Vojtěchov                                | Vojtěchov                   | 7,13  |
| Voletice                         | Domanice, Voletice                                | Luže                        | 2,74  |
| Vortová                          | Vortová                                           | Vortová                     | 6,75  |
| Vrbatův Kostelec                 | Cejřov, Vrbatův Kostelec                          | Vrbatův Kostelec            | 3,49  |
| Všeradov                         | Jasné Pole, Milesimov, Všeradov                   | Všeradov                    | 5,09  |
| Výsonín                          | Výsonín                                           | Lukavice                    | 2,58  |
| Vyžice                           | Slavkovice, Vyžice                                | Vyžice                      | 3,41  |
| Záboří u Proseče                 | Proseč, Záboří                                    | Proseč                      | 2,91  |
| Zaječice u Chrudimi              | Studená Voda, Zaječice                            | Zaječice                    | 12,34 |
| Zájezdec                         | Zájezdec                                          | Zájezdec                    | 1,56  |
| Zalažany                         | Zalažany                                          | Jenišovice                  | 2     |
| Zalíbené                         | Zalíbené                                          | Studnice                    | 1,17  |
| Závratec                         | Závratec                                          | Třemošnice                  | 2,27  |
| Zbožnov                          | Zbožnov                                           | Skuteč                      | 1,83  |
| Zbyhněvice                       | Zbyhněvice                                        | Morašice                    | 3,9   |
| Zbyslavec                        | Zbyslavec                                         | Míčov-Sušice                | 3,5   |
| Zderaz                           | Zderaz                                            | Zderaz                      | 6,61  |
| Zdislav                          | Zdislav                                           | Luže                        | 3,1   |
| Žďárec u Seče                    | Žďárec u Seče                                     | Seč                         | 2,03  |
| Žďárec u Skutče                  | Žďárec u Skutče                                   | Skuteč                      | 2,09  |
| Žlebské Chvalovice               | Žlebská Lhotka, Žlebské Chvalovice                | Žlebské Chvalovice          | 3,59  |
| Žumberk                          | Částkov, Prostějov, Žumberk                       | Žumberk                     | 4,79  |

Celková výměra 992,63 km2